# Kentarō Minagawa
Kentarō Minagawa (皆川 賢太郎?, Minagawa Kentarō; Yuzawa, 17 maggio 1977) è un ex sciatore alpino giapponese specialista dello slalom speciale.
È marito della sciatrice freestyle Aiko Uemura, a sua volta atleta di alto livello.

## Biografia
Minagawa, originario della Prefettura di Niigata, ottenne il primo piazzamento di rilievo in campo internazionale il 10 settembre 1994 ai Campionati neozelandesi di Coronet Peak, giungendo 15º in slalom gigante. Nel 1995 ottenne il 12º posto in slalom speciale ai Mondiali juniores di Voss, in Norvegia, tenutisi in marzo; l'anno successivo nell'edizione dei Mondiali juniores di Schwyz/Ybrig, in Svizzera, concluse 5º in slalom speciale.
Esordì ai Giochi olimpici invernali a Nagano 1998, senza concludere né lo slalom gigante né lo slalom speciale. Il 26 ottobre dello stesso anno disputò la sua prima gara in Coppa del Mondo a Tignes, in Francia, non classificandosi per la seconda manche dello slalom speciale in programma. Nel 2001 partecipò ai Mondiali di Sankt Anton am Arlberg, in Austria, giungendo 10º nello slalom speciale. L'anno dopo disputò lo slalom speciale dei XIX Giochi olimpici invernali di Salt Lake City 2002, senza concludere la prova; non tagliò il traguardo nemmeno nelle successive rassegne iridate di Sankt Moritz 2003 e Bormio/Santa Caterina Valfurva 2005.
Il 15 gennaio 2006 sul difficile tracciato elvetico di Wengen conquistò il miglior risultato di carriera in Coppa del Mondo, piazzandosi 4º nello slalom speciale vinto dall'italiano Giorgio Rocca; nella stessa stagione venne convocato per i XX Giochi olimpici invernali di Torino 2006, dove ottenne il 4º posto nello slalom speciale vinto dall'austriaco Benjamin Raich davanti ai connazionali Reinfried Herbst e Rainer Schönfelder. Nemmeno nelle sue ultime presenze iridate e olimpiche, rispettivamente Val-d'Isère 2009 e Vancouver 2010, riuscì a portare a termine gli slalom speciali; chiuse la carriera in occasione dello slalom di Coppa del Mondo disputato a Wengen il 19 gennaio 2014, senza completare la gara.

## Palmarès

### Coppa del Mondo
- Miglior piazzamento in classifica generale: 37º nel 2006

### Coppa Europa
- Miglior piazzamento in classifica generale: 19º nel 2000
- 4 podi (tutti in slalom speciale):
  - 2 secondi posti
  - 2 terzi posti

### Nor-Am Cup
- Miglior piazzamento in classifica generale: 22º nel 2005
- 4 podi:
  - 3 vittorie
  - 1 secondo posto

#### Nor-Am Cup - vittorie
| Data             | Località | Paese       | Specialità |
| ---------------- | -------- | ----------- | ---------- |
| 21 novembre 2004 | Jackson  | Stati Uniti | SL         |
| 22 novembre 2004 | Jackson  | Stati Uniti | SL         |
| 29 novembre 2006 | Keystone | Stati Uniti | SL         |

Legenda:

SL = slalom speciale

### Australia New Zealand Cup
- Miglior piazzamento in classifica generale: 43º nel 2010
- 1 podio:
  - 1 terzo posto

### Far East Cup
- Miglior piazzamento in classifica generale: 8º nel 2013
- Vincitore della classifica di slalom speciale nel 2013
- 19 podi:
  - 13 vittorie
  - 3 secondi posti
  - 3 terzi posti

#### Far East Cup - vittorie
| Data            | Località    | Paese         | Specialità |
| --------------- | ----------- | ------------- | ---------- |
| 14 gennaio 1998 | Yongpyong   | Corea del Sud | GS         |
| 16 gennaio 1998 | Yongpyong   | Corea del Sud | SL         |
| 2 marzo 1999    | Nozawaonsen | Giappone      | GS         |
| 1º marzo 2002   | Happo One   | Giappone      | SL         |
| 4 marzo 2009    | Shigakōgen  | Giappone      | SL         |
| 5 marzo 2009    | Shigakōgen  | Giappone      | SL         |
| 2 dicembre 2011 | Wanlong     | Cina          | SL         |
| 10 gennaio 2012 | Jisan       | Corea del Sud | SL         |
| 19 gennaio 2012 | Yongpyong   | Corea del Sud | SL         |
| 5 dicembre 2012 | Wanlong     | Cina          | SL         |
| 17 gennaio 2013 | Jisan       | Corea del Sud | SL         |
| 18 gennaio 2013 | Jisan       | Corea del Sud | SL         |
| 7 dicembre 2013 | Wanlong     | Cina          | SL         |

Legenda:

GS = slalom gigante

SL = slalom speciale

### Campionati giapponesi
- 9 medaglie[2]:
  - 4 ori (slalom speciale nel 1997; slalom gigante nel 1998; slalom gigante nel 1999; slalom speciale nel 2009)
  - 3 argenti (slalom gigante nel 1996; slalom gigante nel 1997; slalom speciale nel 1998)
  - 2 bronzi (slalom speciale nel 1999; slalom speciale nel 2013)